# یواس‌اس لگزینگتن دوم (اس‌پی-۷۰۵)
یواس‌اس لگزینگتن دوم (اس‌پی-۷۰۵) (به انگلیسی: USS Lexington II (SP-705)) یک کشتی بود که طول آن ۶۵ فوت ۴ اینچ (۱۹٫۹۱ متر) بود. این کشتی در سال ۱۹۱۱ ساخته شد.